# Chris Watson (musicista)
Christopher Richard Watson, meglio conosciuto come Chris Watson (Sheffield, 1952), è un musicista e compositore britannico.

## Biografia
Dopo aver fondato i Cabaret Voltaire e gli Hafler Trio, Watson avviò una carriera solista durante gli anni novanta. I suoi album sono frutto di registrazioni sul campo e comprendono Stepping into the Dark (1996), che gli valse un premio speciale della giuria in occasione degli Ars Electronica del 2000, Outside the Circle of Fire (1998), Weather Report (2003), considerato "uno dei mille album da ascoltare prima di morire" dal Guardian ed El Tren Fantasma (2011). Watson ha spesso collaborato con altri artisti come conferma, ad esempio il suo Star Switch On (2002), ove figurano Mika Vainio dei Pan Sonic, Philip Jeck, Hazard, Christian Fennesz, AER e Biosphere.

## Discografia parziale
- 1996 – Stepping into the Dark
- 1998 – Outside the Circle of Fire
- 2002 – Star Switch On (2002) (con Mika Vainio, Philip Jeck, Hazard, Christian Fennesz, AER e Biosphere)
- 2003 – Weather Report
- 2005 – Number One (con KK Null e Z'EV)
- 2011 – El Tren Fantasma